# Élections législatives françaises de 1877
Les élections législatives françaises de 1877 élisent la deuxième législature (1877-1881) de la IIIe République. Elles se déroulent en octobre 1877, au scrutin uninominal à deux tours par arrondissement en vertu de la loi organique du 30 novembre 1875.

## Contexte
Ces élections se déroulent les 14 et 28 octobre 1877, à la suite de la dissolution de la précédente assemblée par le président Patrice de Mac Mahon. En effet, les élections de 1876 qui donnent une majorité aux républicains, contraignent le président de la République, de tendance légitimiste, à appeler au gouvernement un républicain modéré, Jules Simon. Ce fragile équilibre ne dure qu'un an, jusqu'à la chute du gouvernement Simon et la crise du 16 mai. Mac Mahon répond au Manifeste des 363 par la dissolution de l'Assemblée.

## Campagne électorale

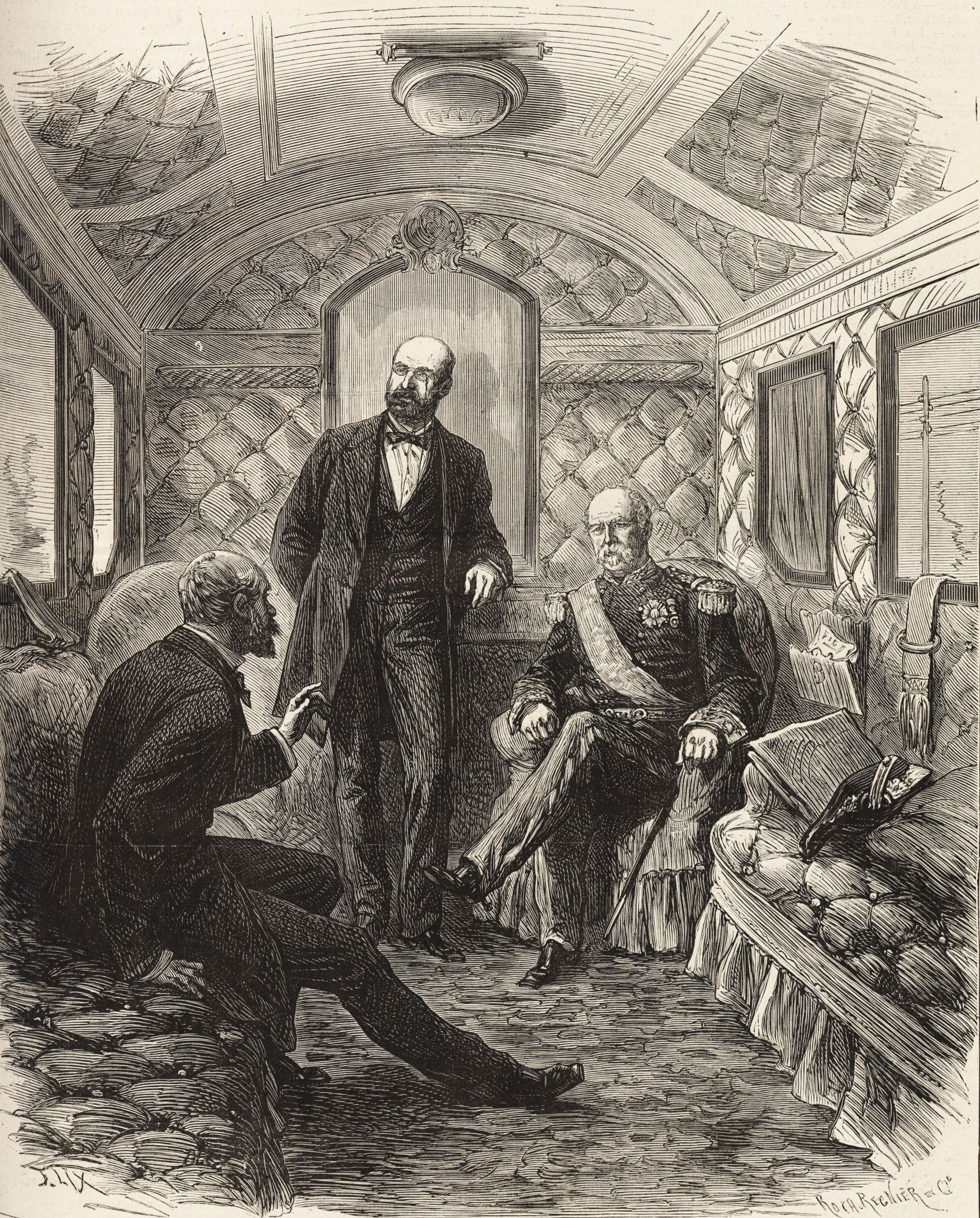
Mac Mahon s'entretenant avec deux ministres du cabinet du 17 mai, Oscar Bardi de Fourtou et Eugène Caillaux, au cours d'un voyage présidentiel en septembre 1877.

La campagne électorale officielle ne s'ouvre que trois mois après la dissolution, le 22 septembre; mais les mois qui la précèdent sont très agités politiquement et cette campagne est décrite comme l'une « des plus véhémentes » de l'histoire de France. Ce n'est que le 22 septembre que le Conseil des ministres fixe les élections au 14 octobre et la réunion de la Chambre au 7 novembre

### Candidatures officielles
Au nom de « la lutte entre l'ordre et le désordre », le président Mac Mahon s'engage personnellement dans la bataille électorale et multiplie les déplacements en province. Dès le 9 juin, pour emporter la décision sénatoriale sur la dissolution de la Chambre, il avait passé un accord avec les légitimistes, en échange de leur soutien, leur garantissant de nombreuses circonscriptions et s'engageant à quitter définitivement le pouvoir à la fin de son septennat. Le 3 juillet, le duc de Broglie déclare que les candidats favorables au chef de l'État pourront utiliser une affiche blanche avec la mention « Candidat du gouvernement du maréchal de Mac-Mahon », à la manière des candidatures officielles du Second Empire.
Dans un communiqué, le président défend ces candidatures et laisse entendre qu'il pourrait tenter de résister si le résultat des élections lui était défavorable : « En cas d'élections hostiles, la France deviendrait pour l'Europe un objet de défiance. Quant à moi mon devoir grandirait avec le péril. Je resterai pour défendre, avec l'appui du Sénat, les intérêts conservateurs ». Dans ses différents discours, Mac Mahon dénonce le radicalisme et accuse la gauche de faire courir au pays le risque d'une guerre. Il publie une nouvelle adresse aux Français le 19 septembre, dans laquelle il se proclame solidaire du cabinet de Broglie et accuse les « 363 » de vouloir une Chambre qui serait la réplique de la Convention nationale de 1792.
Dans le même temps, le gouvernement multiplie les poursuites judiciaires contre les titres de presse ou les vendeurs de journaux et la répression des préfets s'accentue : près de 2 000 débits de boissons sont fermés, ainsi que plusieurs loges maçonniques. La liberté de la presse ne sera instituée durablement que plus tard, après le vote de la loi de 1881.

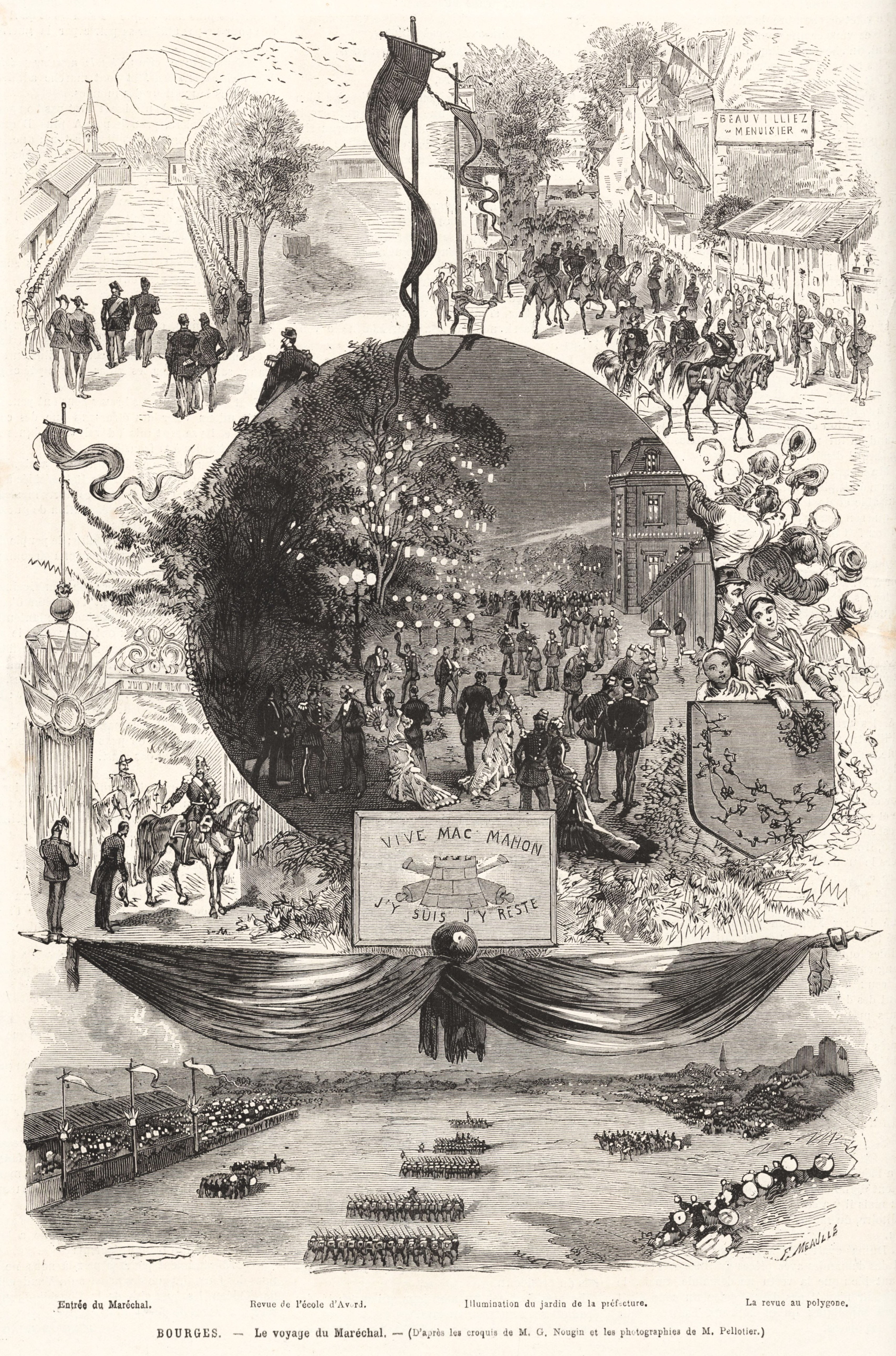
L'un des voyages de Mac Mahon (ici à Bourges), vu par Le Monde illustré, 11 août 1877.
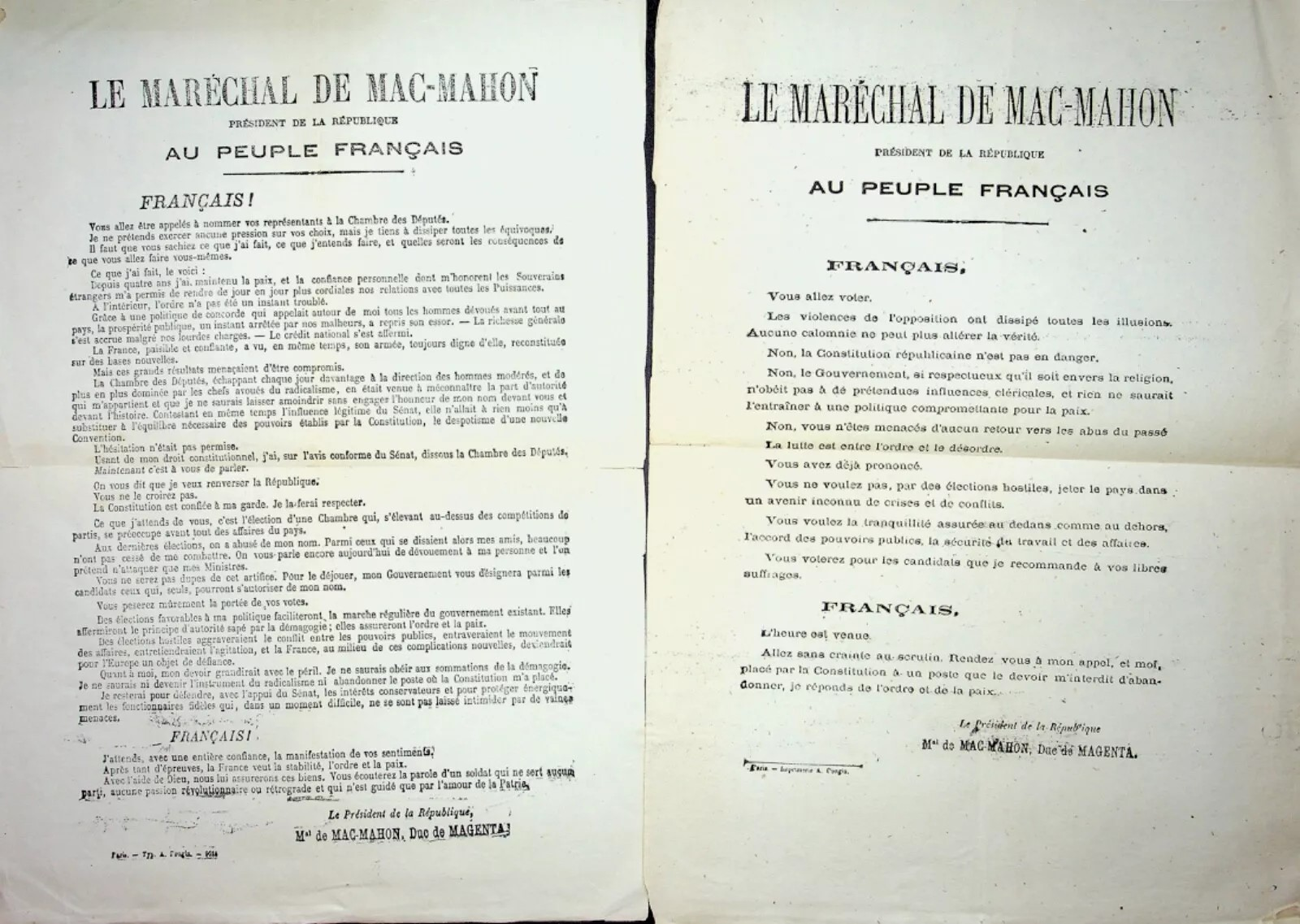
Placards reproduisant la déclaration-manifeste du président Mac Mahon au peuple français (19 septembre 1877) et son appel au vote (12 octobre 1877).
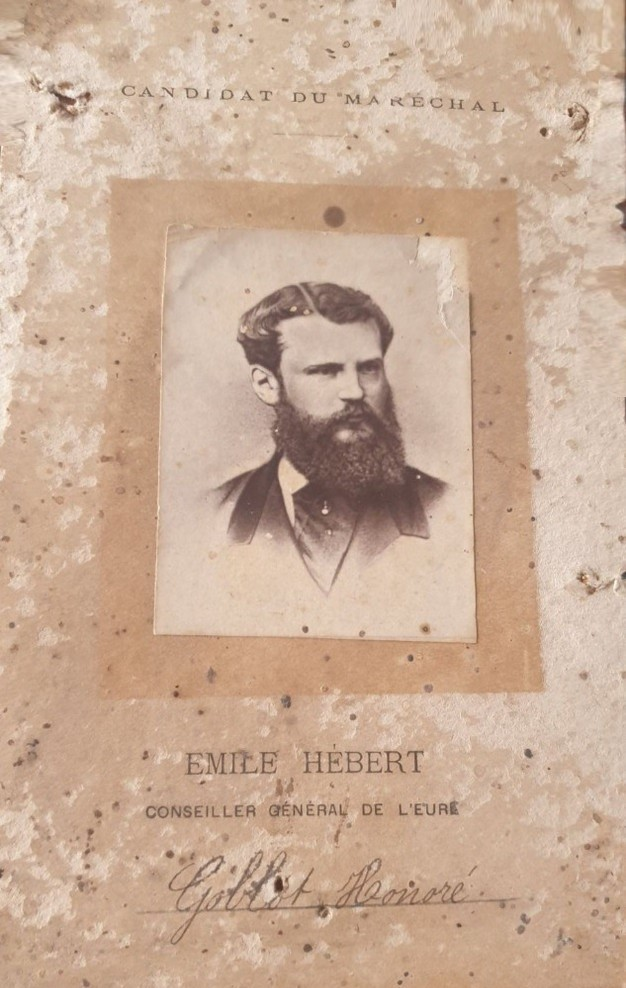
Profession de foi d'un « candidat du maréchal » dans l'arrondissement de Pont-Audemer durant les élections législatives de 1877.
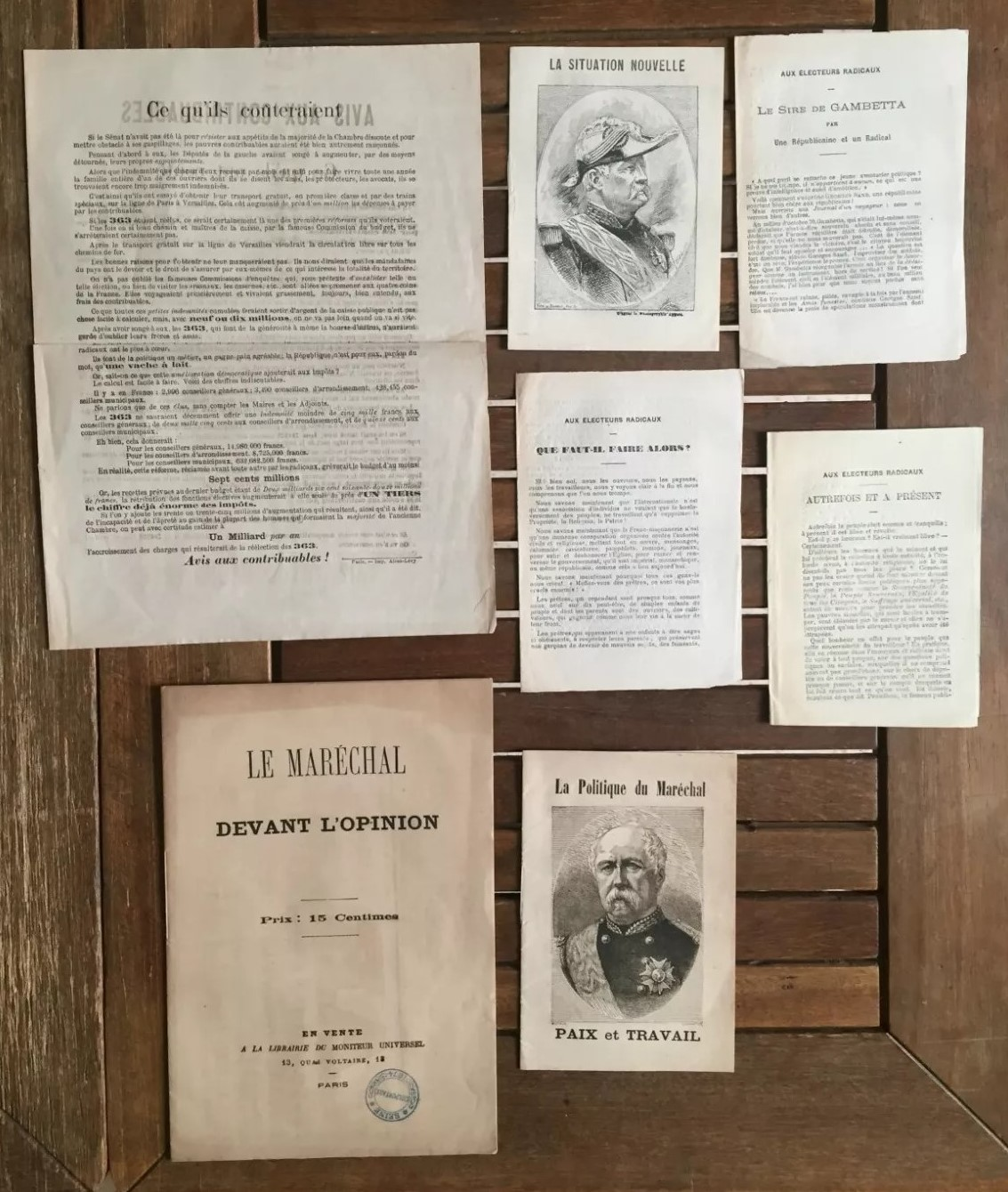
Brochures de propagande électorale à la gloire de Mac Mahon, fascicule anti-gambettiste courtisant l'électoral radical et autres libelles conservateurs contre les « 363 ».

### Unité des républicains
Face aux candidats officiels du président, les républicains affichent leur unité. Adolphe Thiers et Léon Gambetta se montrent les plus combatifs. Les journaux républicains lancent des souscriptions, augmentent leur tirage et s'appuient sur les cheminots et les représentants de commerce pour assurer leur diffusion à travers le pays. Un comité électoral est créé, composé de 18 députés représentant toutes les tendances républicaines, de Georges Clemenceau à Jules Ferry, et d'autres comités sont créés sur le même modèle au niveau de chaque canton.

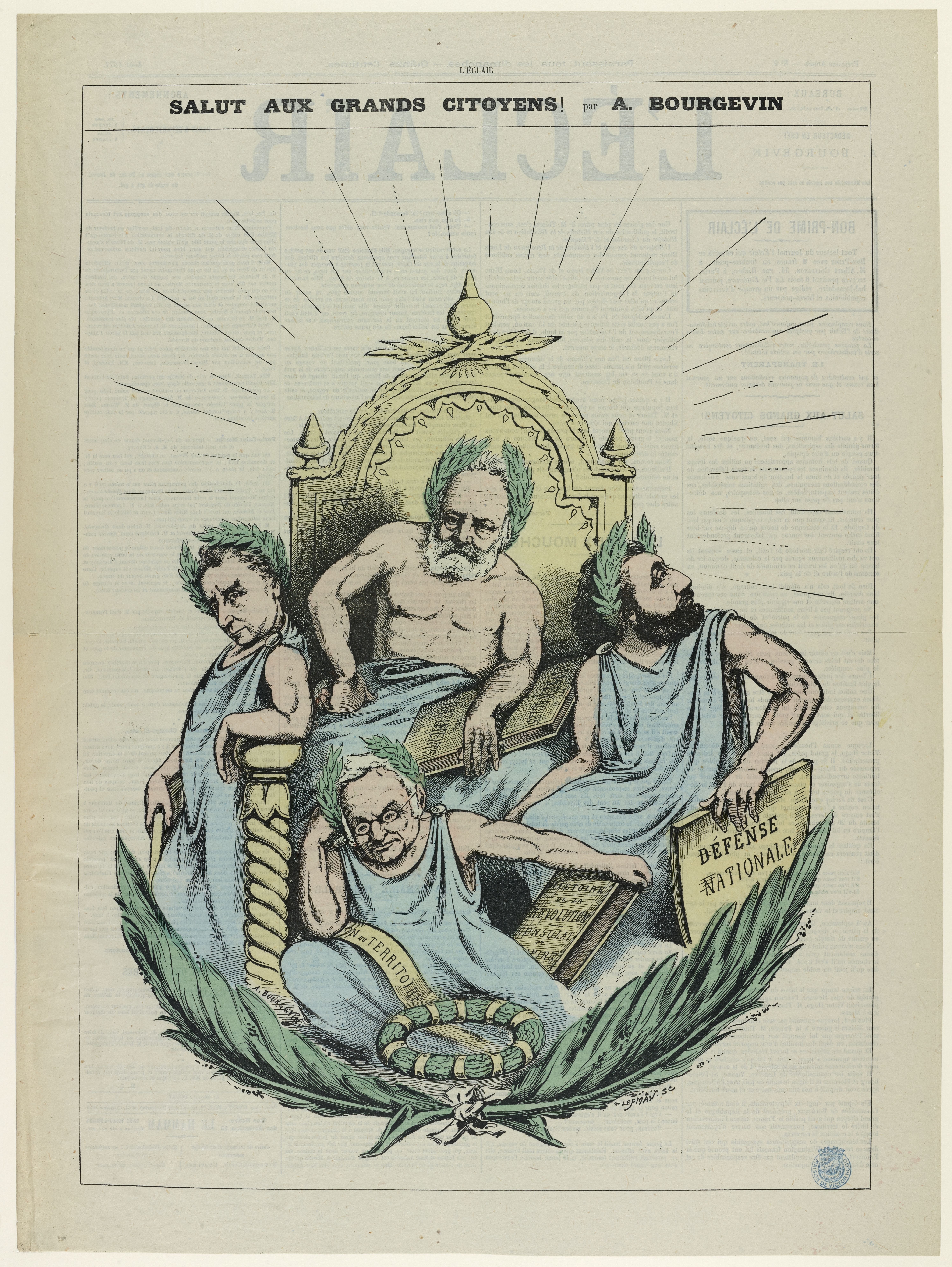
« Salut aux grands citoyens ! », hommage du caricaturiste J. Blass aux républicains Victor Hugo, Louis Blanc, Léon Gambetta et Adolphe Thiers (L'Éclair, no 9, 19 août 1877).
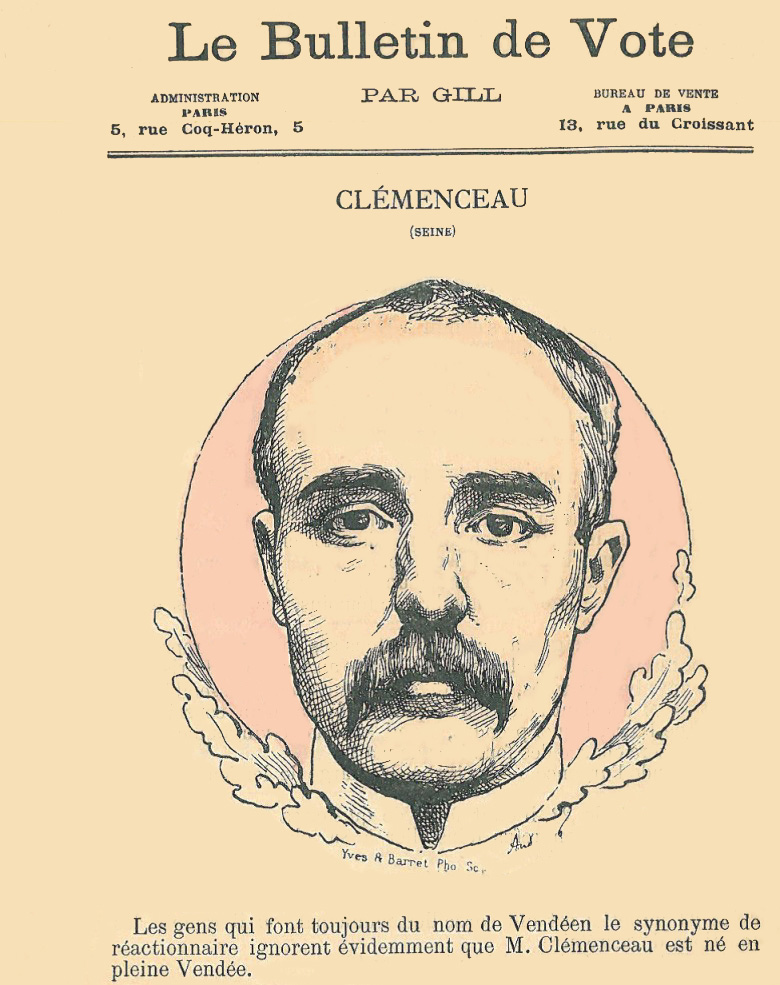
Le caricaturiste André Gill publie le périodique Le Bulletin de vote pour faire connaître le portrait et la biographie des candidats républicains (ici Georges Clemenceau) lors de la campagne des législatives de 1877[7],[8].
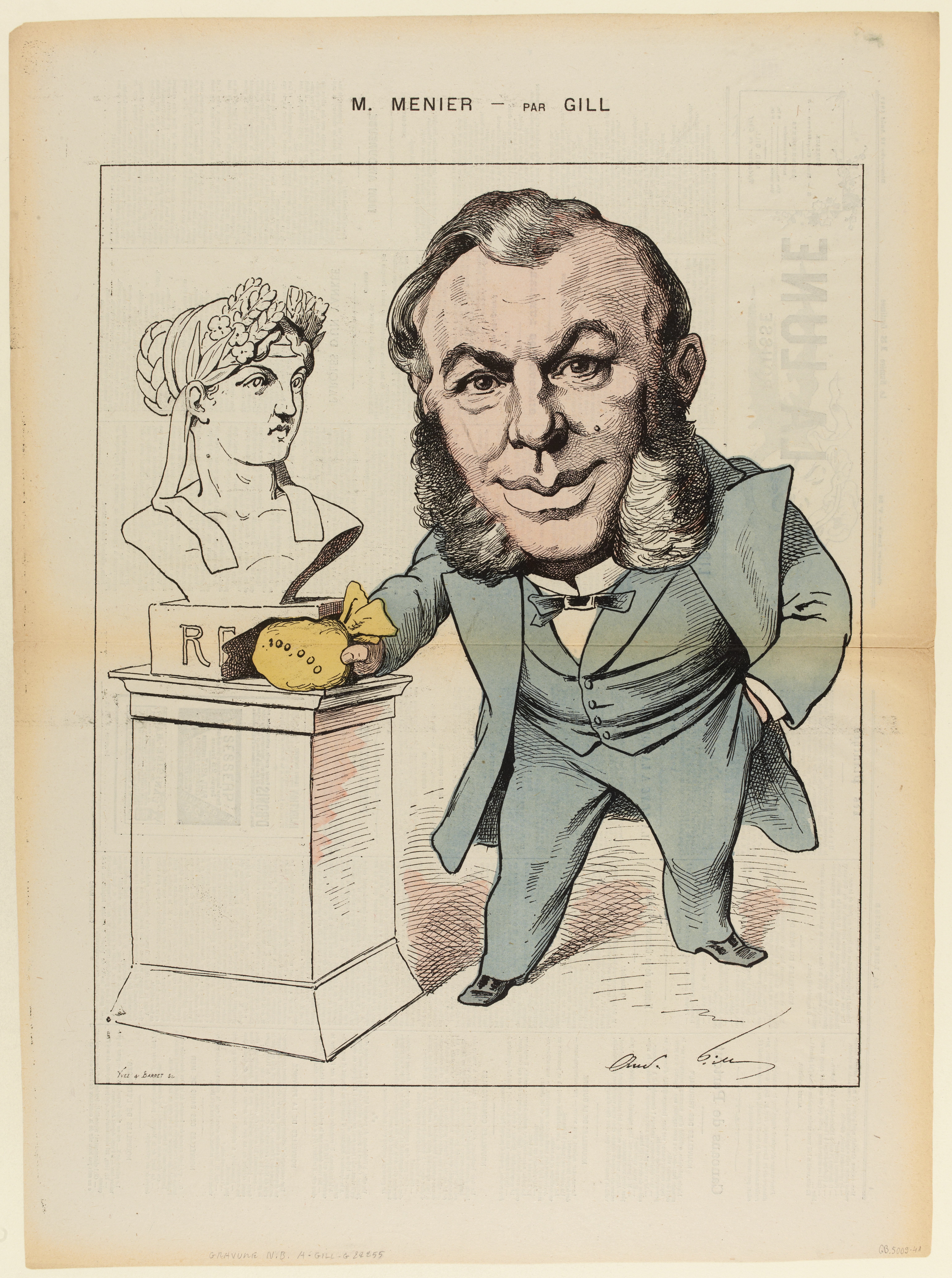
L'industriel chocolatier Émile-Justin Menier finançant la campagne électorale républicaine à hauteur de 100.000 francs. Illustration d'André Gill, La Lune rousse.
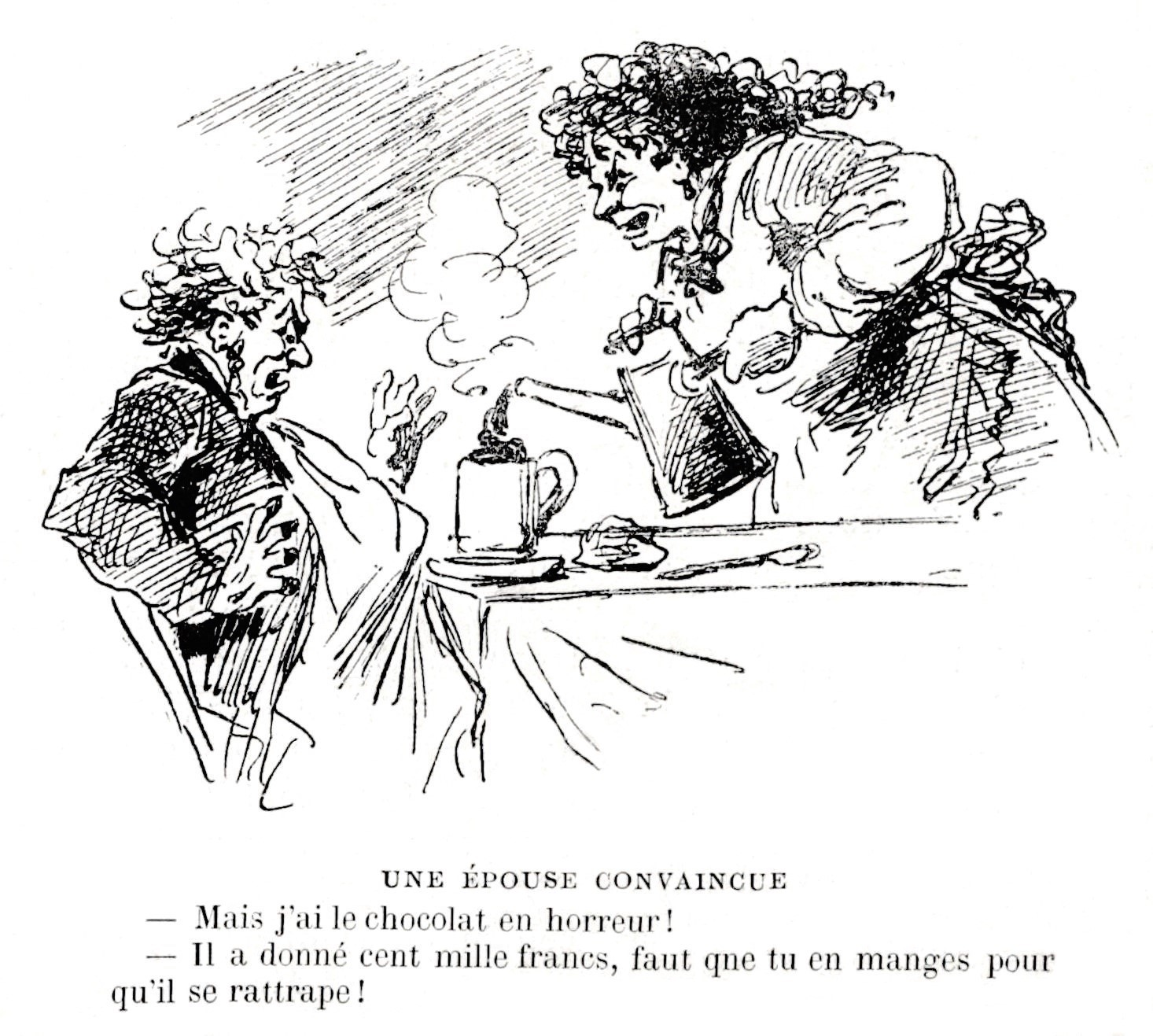
Une « épouse convaincue » force son mari à ingurgiter du chocolat en compensation du don généreux consenti par l'entreprise Menier en faveur des candidats républicains. Caricature par Cham, Le Monde illustré, 22 septembre 1877.

Pour financer leur campagne, les républicains s'appuient sur de nombreuses personnalités, notamment le propriétaire du grand magasin Le Bon Marché, Aristide Boucicaut, la dynastie patronale chocolatière des Menier, le banquier Henri Cernuschi ou encore le financier Emmanuel-Vincent Dubochet, qui met son hôtel particulier à la disposition de Gambetta.
Ce dernier prononce à Lille le 15 août un discours dont la péroraison est restée célèbre. Acclamé par l'auditoire, il déclare à l'attention du président et de ses fidèles : « Quand la France aura fait entendre sa voix souveraine, croyez-le bien, Messieurs, il faudra se soumettre ou se démettre,. » Cette formule est immédiatement reprise dans La République française et le Conseil des ministres décide de poursuivre en justice l'orateur, qui n'est plus protégé par l'immunité parlementaire, et son journal, pour offense au chef de l'État. Cette décision est critiquée jusque dans le camp conservateur qui redoute que le procès apporte une trop grande publicité au candidat républicain. Gambetta, jugé par défaut le 11 septembre par le tribunal correctionnel de la Seine, est condamné à trois mois de prison et 2 000 francs d'amende. Sûr de sa réélection, il fait aussitôt appel, le second jugement ne pouvant avoir lieu qu'après le scrutin.
La mort d'Adolphe Thiers le 3 septembre est mise à profit par les républicains, les « 363 » se rassemblant auprès de la famille du défunt lors des obsèques auxquelles n'assiste aucun officiel le 8 septembre. Cette disparition soudaine tempère cependant l'optimisme des républicains qui avaient envisagé le retour de Thiers à la présidence de la République en cas de victoire électorale et de démission du maréchal. C'est le nom de Jules Grévy qui s'y substitue, malgré les désaccords qui persistent entre ce dernier et Gambetta. Fin septembre, François-Auguste Mignet publie un manifeste posthume de Thiers dans lequel l'ancien président rappelle la nécessité absolue de la République pour éviter la guerre civile.

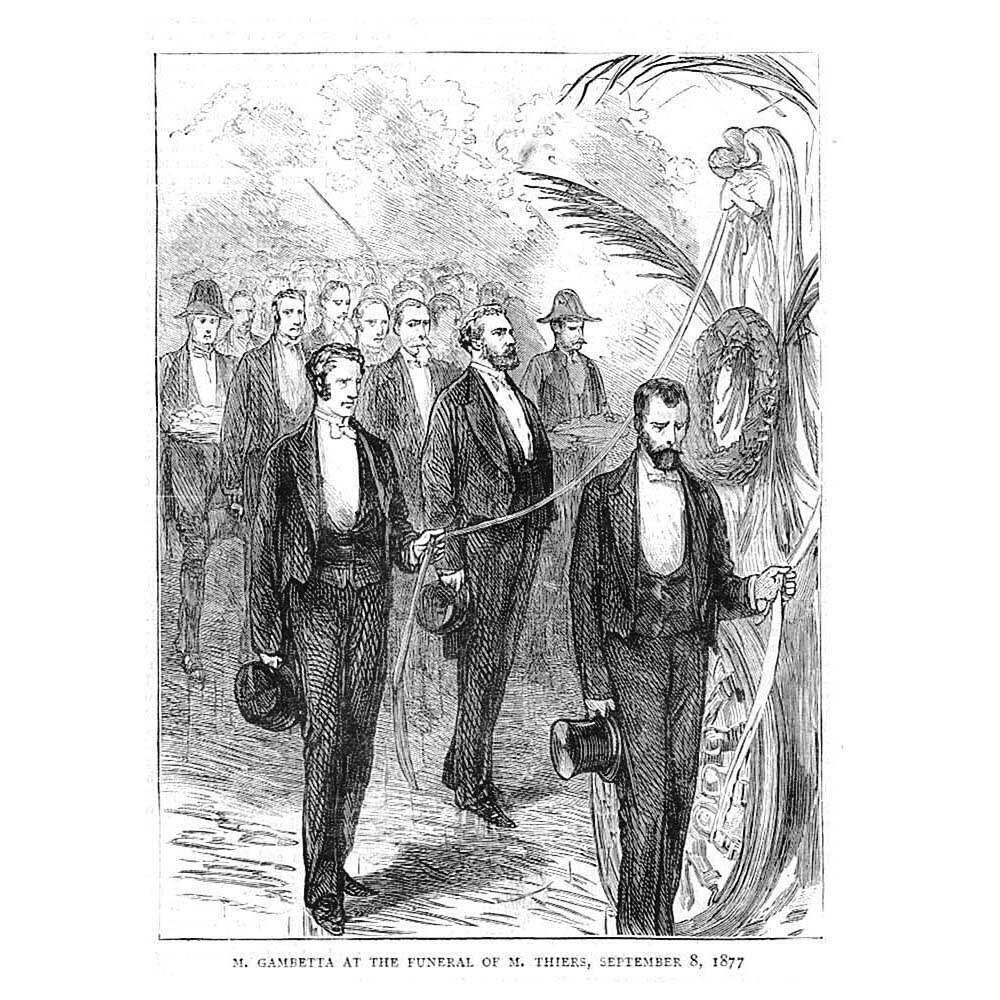
Léon Gambetta aux funérailles d'Adolphe Thiers, le 8 septembre 1877. Illustration publiée dans The Graphic.
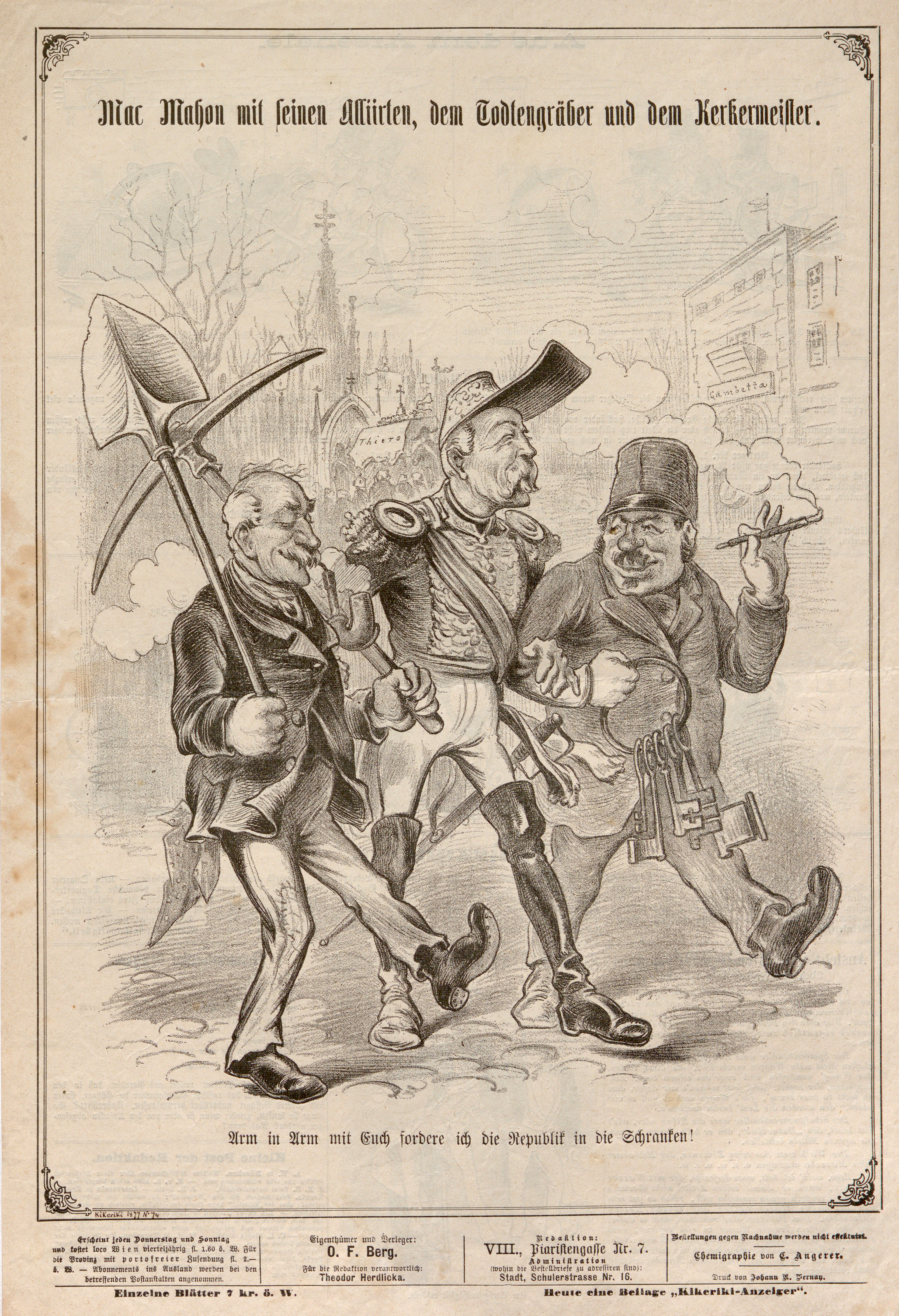
Mac Mahon, bras dessus, bras dessous avec le fossoyeur et le geôlier ayant respectivement mis Thiers sous terre et Gambetta à l'ombre. Caricature publiée dans le journal satirique autrichien Kikeriki, 1877.
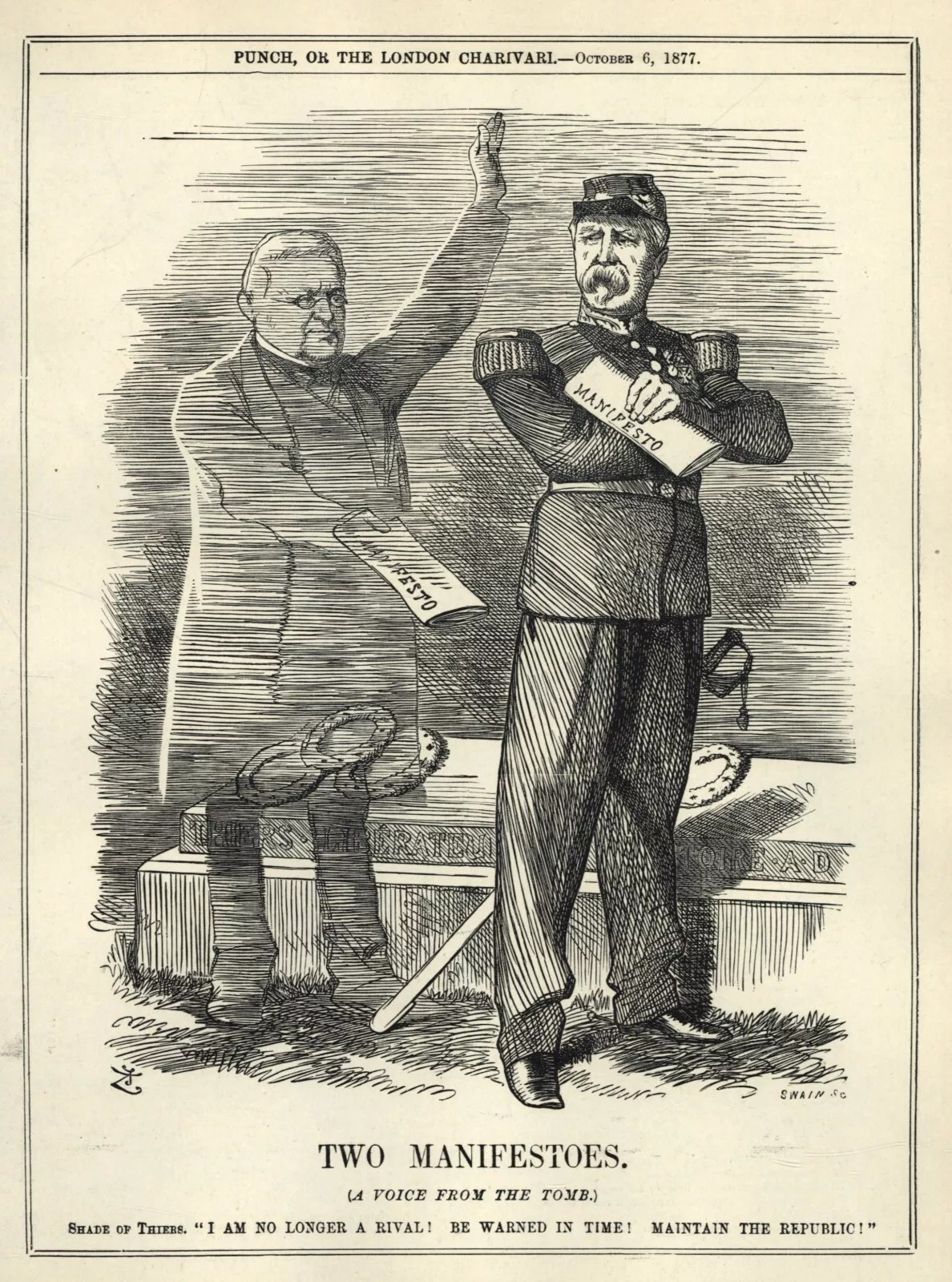
L'ombre de Thiers brandit son manifeste d'outre-tombe pour exhorter Mac Mahon à maintenir le régime républicain mais le maréchal se cantonne à son propre manifeste présidentiel. « Deux manifestes », caricature publiée dans Punch, 6 octobre 1877.

### Engagement des milieux d'affaires

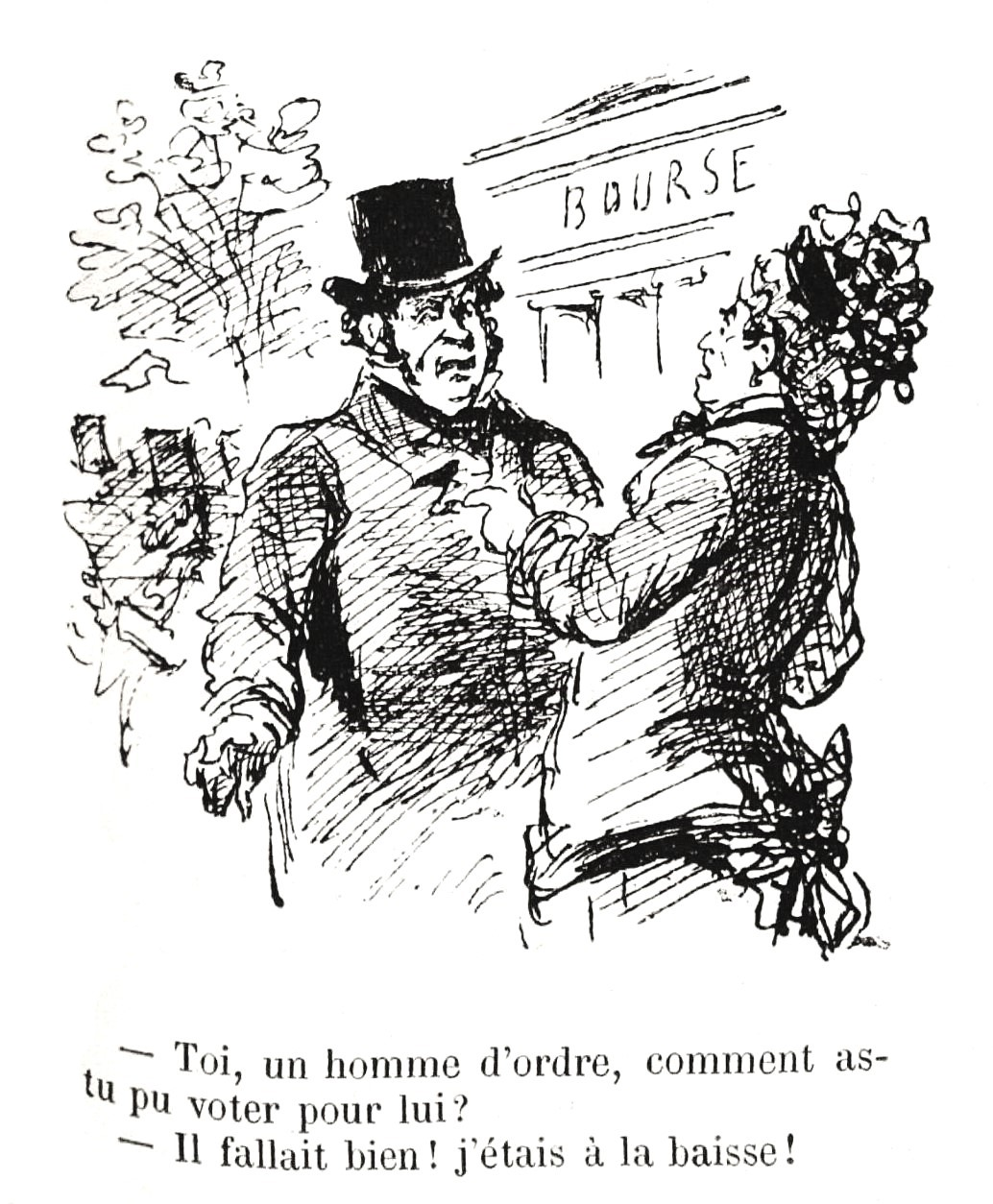
Un homme d'ordre contraint de voter républicain en raison de ses actions en baisse à la Bourse de Paris. Caricature par Cham, Le Monde illustré, 3 novembre 1877.

Dans les premières années de la Troisième République, l'influence des milieux d'affaires dans le jeu politique est considérable : d'une part, le redressement économique du pays nécessite une collaboration étroite entre le pouvoir politique, la haute banque et les établissements de crédit ; d'autre part, les milieux d'affaires sont largement surreprésentés au sein du personnel politique, précisément parmi les groupes du centre droit et du centre gauche qui composent la plupart des cabinets ministériels de cette période. De même que plusieurs ministres du cabinet de Broglie sont étroitement associés au monde économique, de nombreux membres du centre gauche occupent des sièges d'administrateurs dans les plus grandes entreprises des secteurs-clés de l'économie française, en particulier les banques, les chemins de fer, les mines et la métallurgie. Ces derniers, outre leur puissance financière, ont une influence d'autant plus grande qu'ils dirigent de nombreux titres de la presse libérale. Bien que ces journaux ne puissent revendiquer un fort tirage, leur impact est déterminant sur l'évolution du régime dans la mesure où ils sont lus non seulement par les politiques mais également parmi les décideurs de l'économie, banquiers, boursiers ou grands industriels.

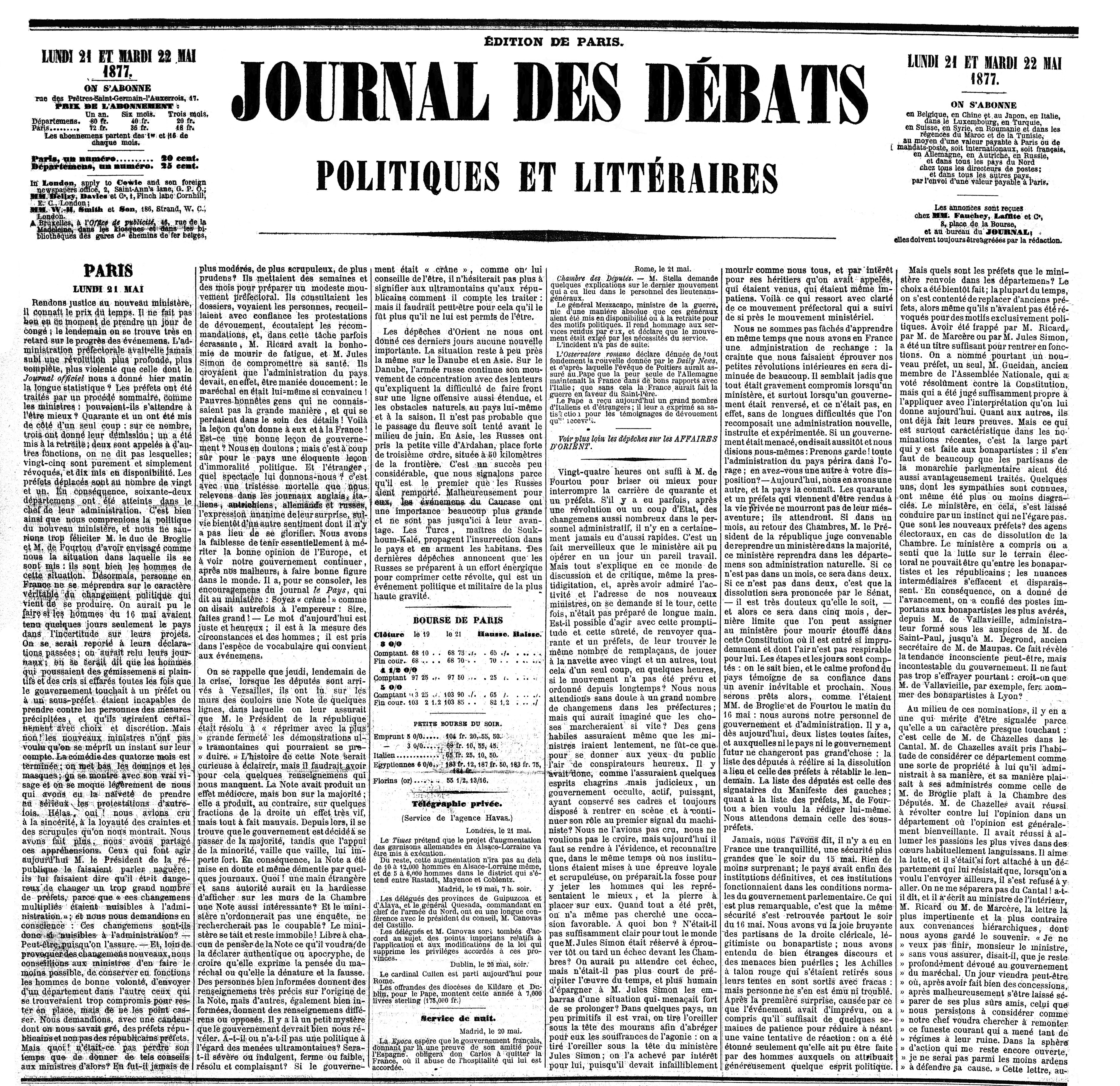
Déplorant le limogeage massif des préfets, le Journal des débats du 21 mai 1877 qualifie cette mesure d'éloquente leçon d'immoralité politique.

Au lendemain du 16 mai, une partie des milieux d'affaires, en particulier la haute banque et les grands financiers qui gravitent autour de la banque Rothschild, accueille avec satisfaction la nomination du cabinet d'ordre moral du duc de Broglie, et les semaines qui suivent l'initiative du président Mac Mahon sont marquées par une relative stabilité boursière. Toutefois, la plupart des élites économiques s'engagent clairement en faveur des 36 candidats républicains car ils considèrent le coup du Seize Mai comme « un facteur de désordre contraire à la bonne marche de l'économie ». Le Journal des débats évoque à cet égard « une éloquente leçon d'immoralité politique ». Tout au long de la campagne, la presse libérale se fait l'écho de l'inquiétude des milieux d'affaires quant au ralentissement de l'économie provoqué par le coup présidentiel, après plusieurs années de calme et de prospérité, et nombre de leurs représentants apportent un soutien matériel et financier aux républicains. À titre d'exemple, Léon Say offre 25 000 francs pour la constitution du Comité électoral des gauches, tandis que de grands entrepreneurs comme Jean Dollfus, Alfred Koechlin-Schwartz ou Camille Risler siègent dans des comités électoraux locaux.
À l'inverse, des rapports de police signalent que le banquier Alphonse de Rothschild, promu au grade de commandeur de la Légion d'honneur sur proposition du ministre Eugène Caillaux le 18 juillet 1877, en pleine campagne électorale, aurait financé celle du camp conservateur à hauteur de 2,5 millions de francs.

## Résultats nationaux détaillés

### Résultats en voix
|                          |                          | Nombre    | % des inscrits |
| ------------------------ | ------------------------ | --------- | -------------- |
| Inscrits                 | Inscrits                 | 9 916 000 | 100            |
| Abstentions              | Abstentions              | 1 848 000 | 18,6           |
| Votants                  | Votants                  | 8 068 000 | 81,4           |
| Tendances                | Tendances                | Voix      | % des votants  |
|                          | Républicains             | 4 327 000 | 54,2           |
|                          | Ambigus                  | 9 450     | 0,1            |
|                          | « Conservateurs »        | 3 648 000 | 45,7           |
| Bulletins blancs ou nuls | Bulletins blancs ou nuls | 84 000    | 1,0            |
| Total                    | Total                    | 7 984 000 | 100            |

### Résultats en sièges
| Bloc          | Tendances           | Tendances                               | Sièges        | Sièges         | Sièges         | Sièges        |
| ------------- | ------------------- | --------------------------------------- | ------------- | -------------- | -------------- | ------------- |
|               |                     |                                         | Selon Candar, | Selon Baquiast | Selon Grondeux | Selon Lévêque |
| Républicains  |                     | Républicains                            | 325           | 323            | 317            | 317           |
| Conservateurs |                     | Monarchistes                            | 105           | 104            | 199            | 216           |
| Conservateurs |                     | Bonapartistes                           | 105           | 104            | 199            | 216           |
| Conservateurs | Total conservateurs | Total conservateurs                     | 210           | 208            | 199            | 216           |
| Divers        |                     | Non-inscrits, ambigus ou non mentionnés | -             | 2              | 17             | -             |
| Total         | Total               | Total                                   | 533           | 533            | 533            | 533           |

| Républicains  |                     | Extrême gauche                               | 27  |     |     |
| Républicains  |                     | Extrême gauche et Union républicaine         | 11  |     |     |
| Républicains  |                     | Union républicaine                           | 68  |     |     |
| Républicains  |                     | Gauche républicaine                          | 152 |     |     |
| Républicains  |                     | Gauche républicaine et Centre gauche         | 6   |     |     |
| Républicains  |                     | Centre gauche                                | 61  |     |     |
| Républicains  | Total républicains  | Total républicains                           | 325 |     |     |
| Conservateurs |                     | Constitutionnels                             | 3   |     |     |
| Conservateurs |                     | Centre droit orléaniste et « Conservateurs » | 37  |     |     |
| Conservateurs |                     | Bonapartistes                                | 111 |     |     |
| Conservateurs |                     | Légitimistes et « cléricaux »                | 57  |     |     |
| Conservateurs | Total conservateurs | Total conservateurs                          | 208 |     |     |
| Divers        |                     | Non-inscrits, incertains et ambigus          | 0   |     |     |
| Total         | Total               | Total                                        | 533 | 533 | 533 |

|  |  |

## Analyse
Au premier tour, seules 15 des 531 circonscriptions ne sont pas pourvues. La victoire des républicains est incontestable, mais elle n'a pas l'ampleur prévue : ils ne comptent alors que 321 élus, loin des 405 prédits par Gambetta quelques semaines plus tôt. Dans une lettre adressée le lendemain à la princesse Lise Troubetzkoy, ce dernier dénonce les « menaces de corruption, des excès de tout ordre, les urnes renversées, les votes achetés falsifiés, enfin plus d'actes odieux accomplis en trois mois que l'Empire n'en avait perpétré en vingt ans ». En réalité, les progrès des conservateurs, qui gagnent 50 sièges, s'expliquent principalement par la mobilisation de leur électorat, l'abstention passant de 25 % en 1876 à moins de 20 % en 1877.
Au second tour, le 28 octobre, les conservateurs remportent 11 sièges supplémentaires, et bien que les républicains possèdent finalement une large majorité, avec 323 élus, ils ne devancent la droite que d'un peu moins de 800 000 voix. Les bonapartistes, qui passent de 76 députés à 104, constituent le premier groupe d'opposition dans la nouvelle Chambre, et si le nombre de légitimistes augmente lui aussi, passant de 24 députes à 44, les orléanistes sont en net recul, de 40 à 11 élus : la « droite parlementaire », qui a accepté de transiger en 1875 et d'instaurer la République, est défaite.

## Conséquences

### Dernières tentatives de résistance du président (octobre-décembre)

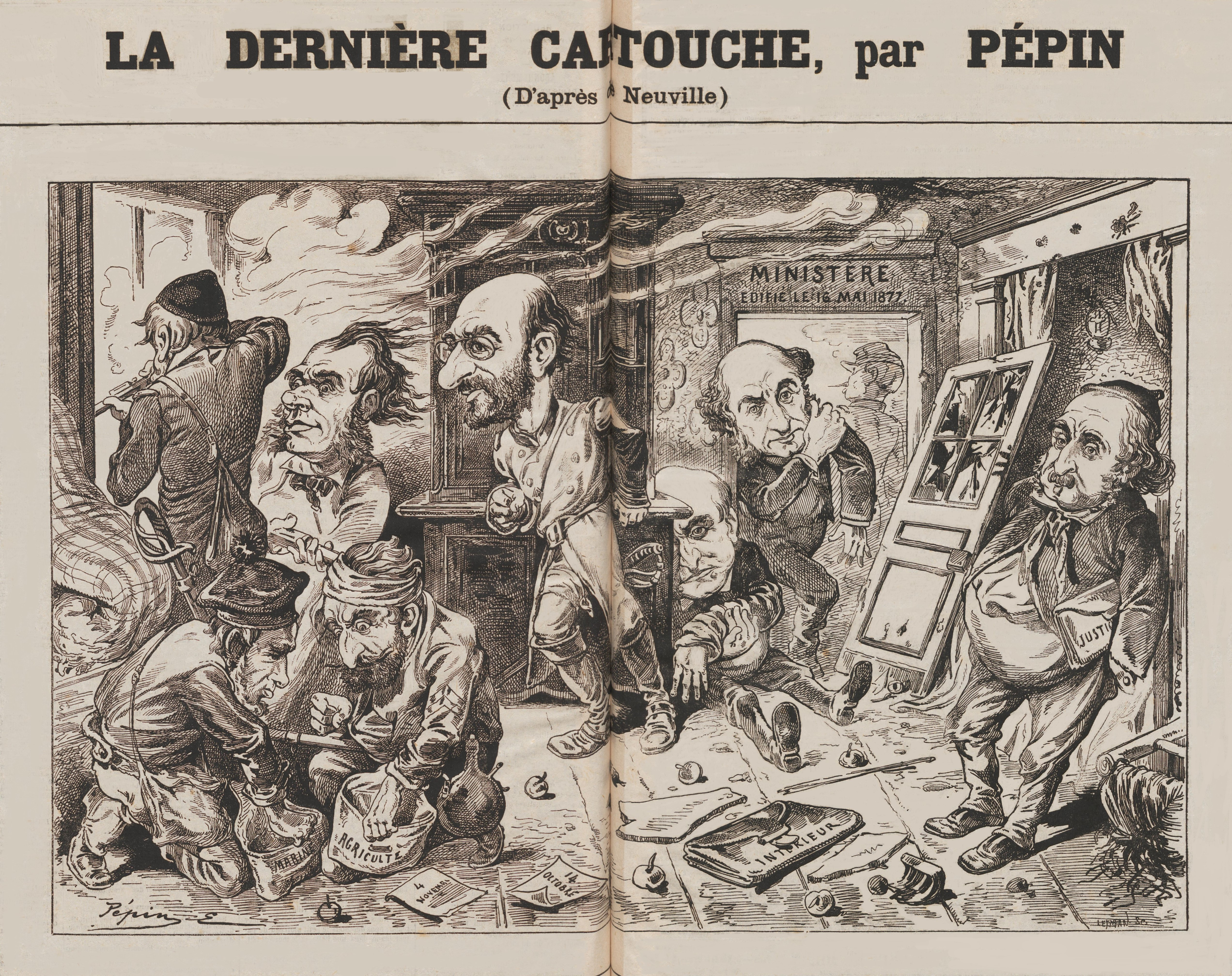
Le cabinet du 17 mai 1877 caricaturé dans le journal satirique Le Grelot, d'après le tableau d'Alphonse de Neuville. Le gouvernement vit ses derniers instants à la suite de la défaite électorale des monarchistes aux élections d'octobre 1877.

Ces élections sont un échec pour le président Mac Mahon, le camp républicain remportant la majorité des sièges. Une fois les résultats des élections connus, le président Mac Mahon songe à démissionner, poussé en ce sens par certains de ses proches comme son secrétaire Emmanuel d'Harcourt, mais il y renonce.
Le président résiste finalement encore pendant encore trois mois. Le gouvernement de Broglie, désavoué dans les urnes, reste en place en attendant les élections cantonales du 4 novembre. Mac Mahon envisage de dissoudre une nouvelle fois la Chambre, mais une telle décision sonnerait comme un refus du verdict de la nation. De plus, le président du Sénat, Gaston d'Audiffret-Pasquier, l'informe que la chambre haute ne donnera pas son accord et lui conseille d'accepter un cabinet parlementaire,. Mac Mahon envisage également de former un « cabinet militaire » sous la direction du sénateur conservateur Augustin Pouyer-Quertier, en confiant au général Félix Charles Douay le portefeuille de la Guerre et au général Auguste-Alexandre Ducrot celui de l'Intérieur, mais il écarte finalement cette possibilité.
Faute de pouvoir former un nouveau gouvernement, le président demande le 6 novembre aux ministres du cabinet de Broglie de retirer leur démission, ce à quoi répliquent les députés républicains en exigeant l'invalidation de tous les députés élus avec l'affiche blanche présidentielle et la mise en accusation des ministres. Le 10 novembre, ils déclarent la Chambre constituée et réélisent deux jours plus tard Jules Grévy à sa présidence, tandis que son frère Albert Grévy propose la création d'une commission d'enquête sur les acte illégaux commis depuis le 16 mai. Composée de 35 députés, elle est acceptée par 312 voix contre 205 et nommée le 14 novembre,. Le duc de Broglie cherche l'appui du Sénat pour rejeter la commission, mais Audiffret-Pasquier lui fait savoir qu'une décision de création de commission d'enquête n'étant pas une loi, la chambre haute ne peut s'y opposer. Le cabinet de Broglie remet finalement sa démission dans la soirée du 17 novembre.
Dans l'impasse, Mac Mahon nomme l'un de ses proches à la présidence du Conseil, le général de Rochebouët pour former un gouvernement. La Chambre des députés vote une motion de défiance contre un cabinet qui, à ses yeux, « est la négation des droits de la nation et des droits parlementaires ». Cette motion est largement acceptée, par 325 voix contre 208, mais le gouvernement refuse de démissionner. La tension s'accroît d'autant plus que des rumeurs de coup d'État se répandent,. La colère des républicains redouble quand le président envisage la nomination du sénateur orléaniste et ancien ministre Anselme Batbie. Le choix de ce nouveau gouvernement conservateur contre la majorité républicaine apparaît comme la dernière tentative du président pour recouvrer son autorité et prend des allures de véritable coup d'État. Une fois nommé président du Conseil, Batbie aurait proclamé l'état de siège, fait arrêter les chefs républicains, levé les impôts par décret, organisé de nouvelles élections et un plébiscite. La mise en œuvre de ce projet prend forme aux alentours des 27 et 28 novembre, et des rumeurs font état d'une convocation à Paris des chefs de corps d'armée pour le 10 décembre, le général de Rochebouët leur ayant ordonné de se tenir prêts.
Le projet échoue finalement. D'une part, les ministres pressentis sont divisés sur la question, la presse conservatrice est majoritairement favorable à la soumission du président et nombre de ses partisans, attachés au libéralisme parlementaire, refusent d'envisager la violation des droits de la Chambre : les présidents du Sénat et de la Chambre des députés, Audiffret-Pasquier et Jules Grévy, prennent des mesures de protection des assemblées et rencontrent le préfet de police Félix Voisin. D'autre part, le soutien de l'armée à un coup d'État n'est aucunement garanti. Début décembre, Léon Gambetta rencontre le général de Galliffet pour s'assurer de son soutien à la république, et plusieurs généraux se mettent spontanément à sa disposition, à l'image de Justin Clinchant, Jean-Baptiste Campenon ou Jean-Joseph Farre.
Devant l'impossibilité de composer un cabinet à sa convenance, Mac Mahon envisage de démissionner mais ses proches l'en dissuadent de nouveau tant pour se protéger eux-mêmes que pour éviter une victoire totale des républicains.

Caricatures de Mac Mahon par John Tenniel, publiées dans Punch.
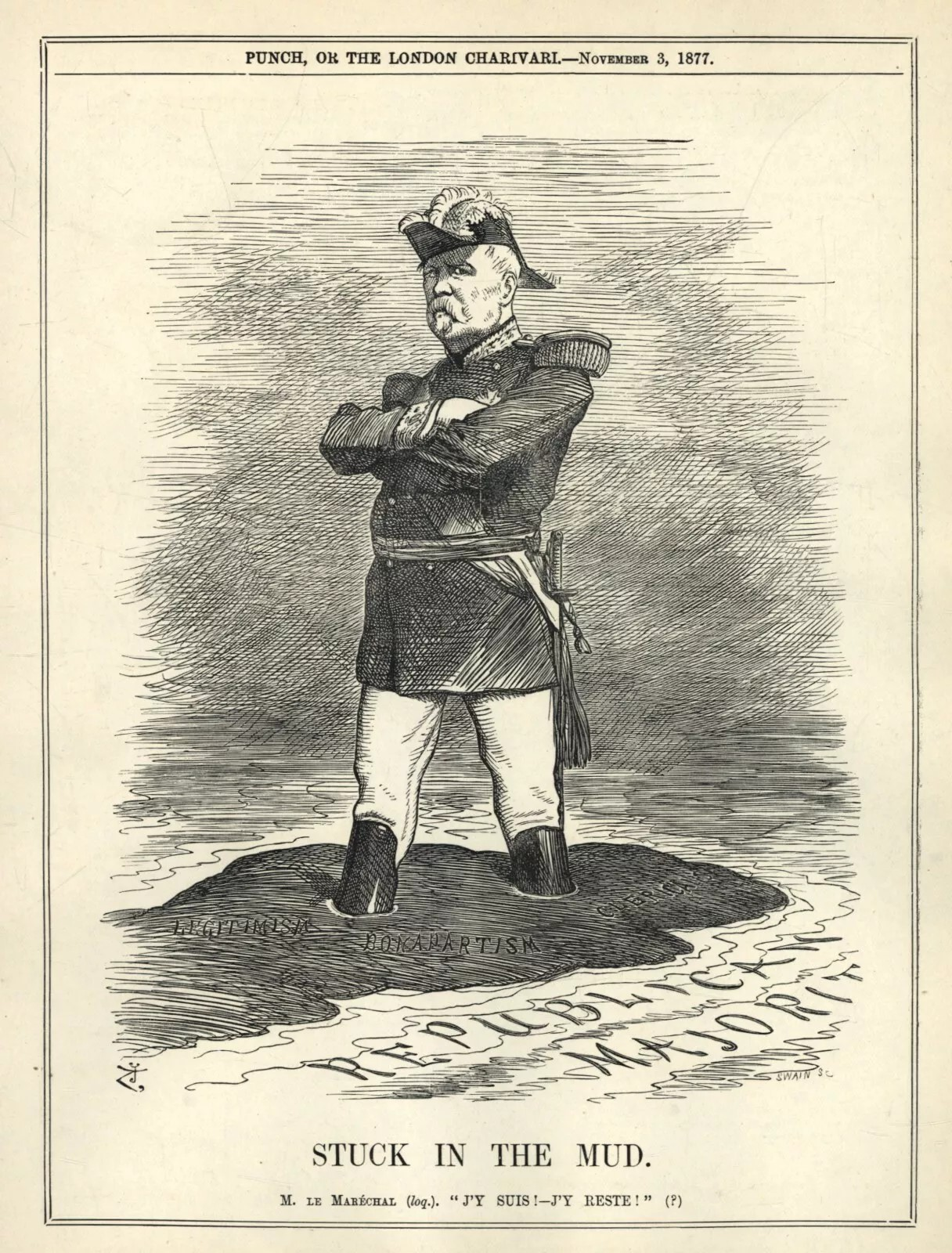
Mac Mahon enlisé dans le légitimisme, le bonapartisme et le cléricalisme (Punch, 3 novembre 1877).
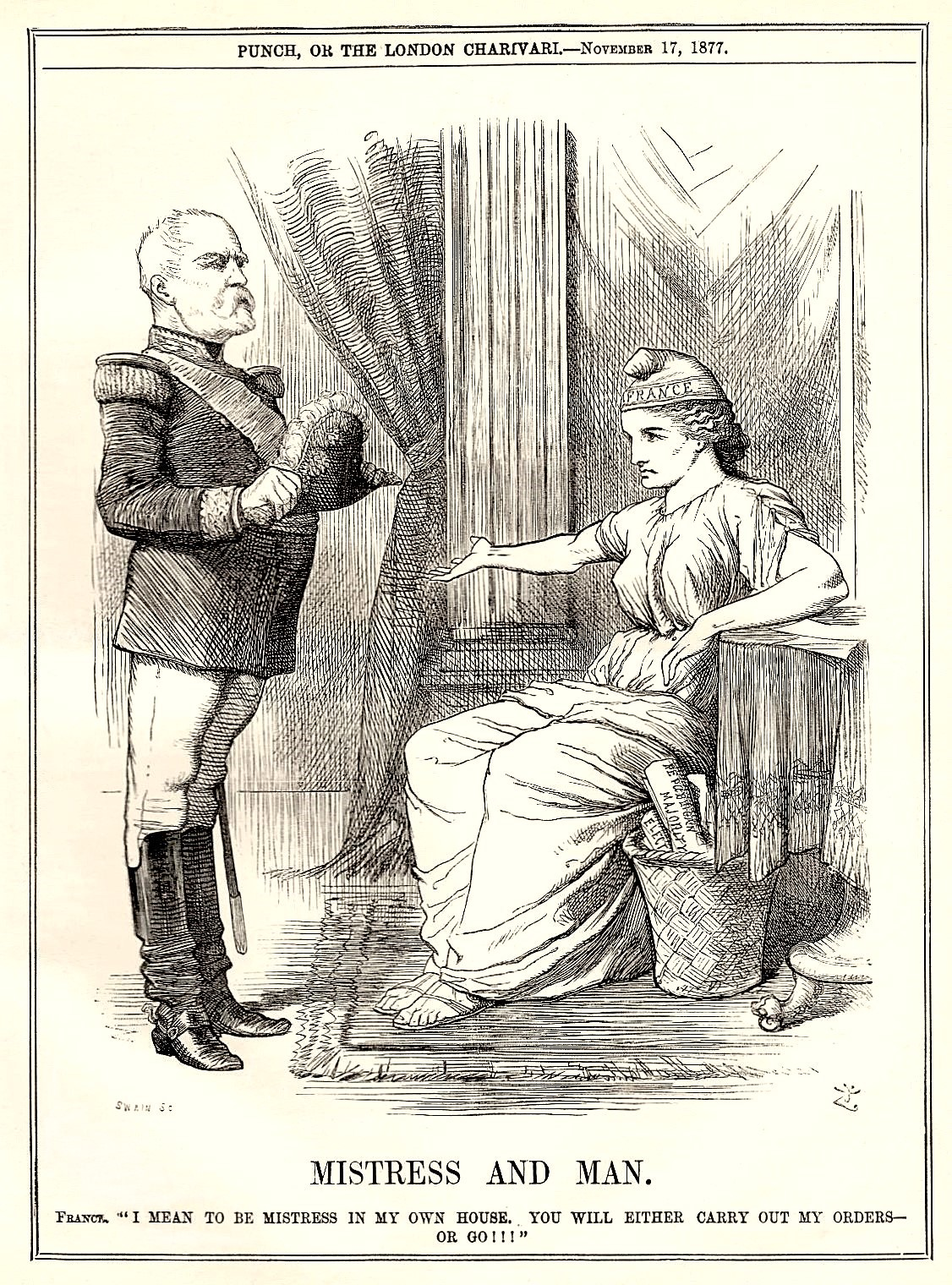
Marianne morigène Mac Mahon : « J'entends être la maîtresse en ma maison. Vous exécuterez mes ordres ou vous partirez ! » (Punch, 17 novembre 1877).
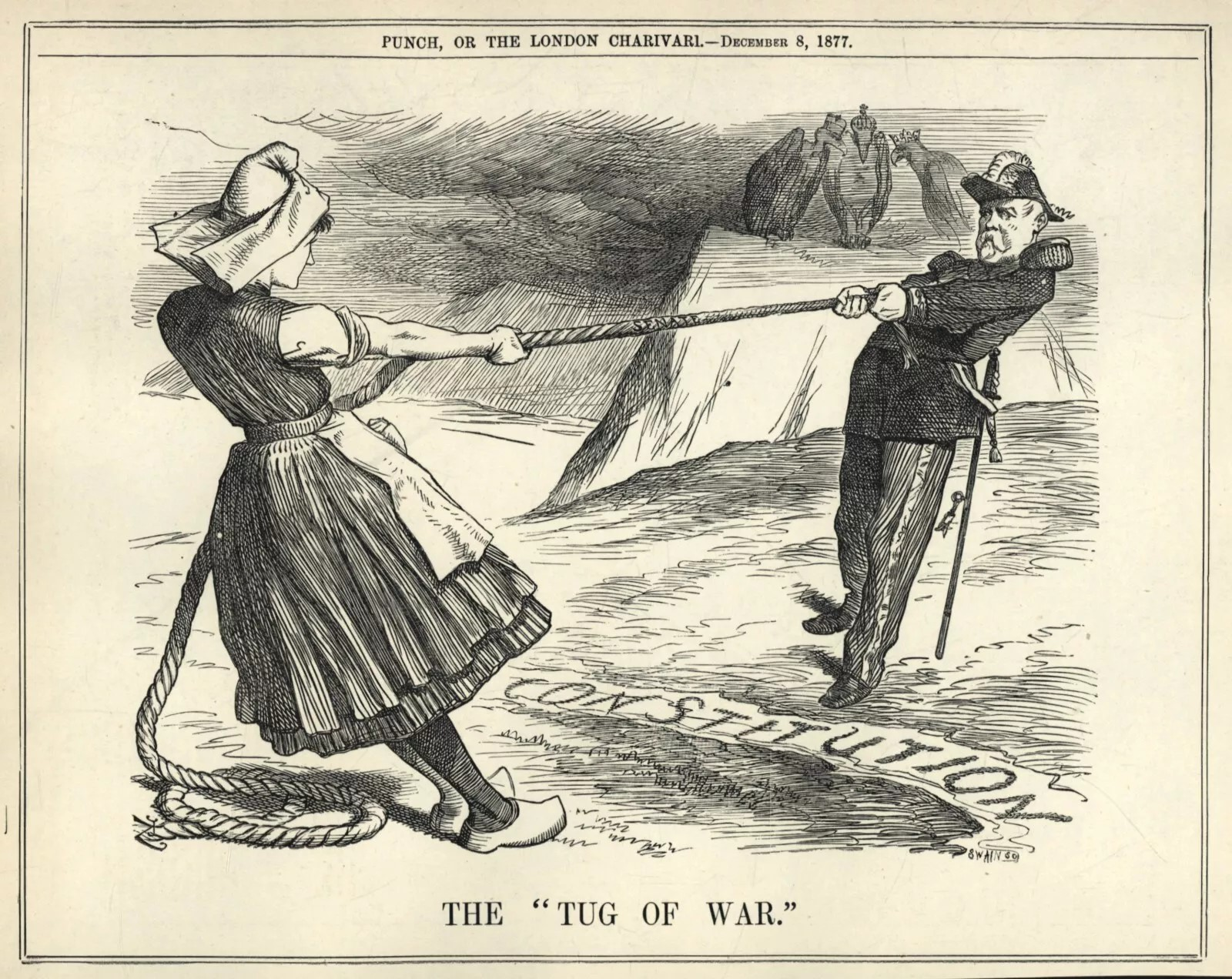
Qui enjambera la Constitution ? Tir à la corde entre Marianne et Mac Mahon sous l'œil de rapaces couronnés, allégorie de l'épreuve de force entre les républicains et le président de la République (Punch, 8 décembre 1877).

### Mac Mahon se soumet (13 décembre)

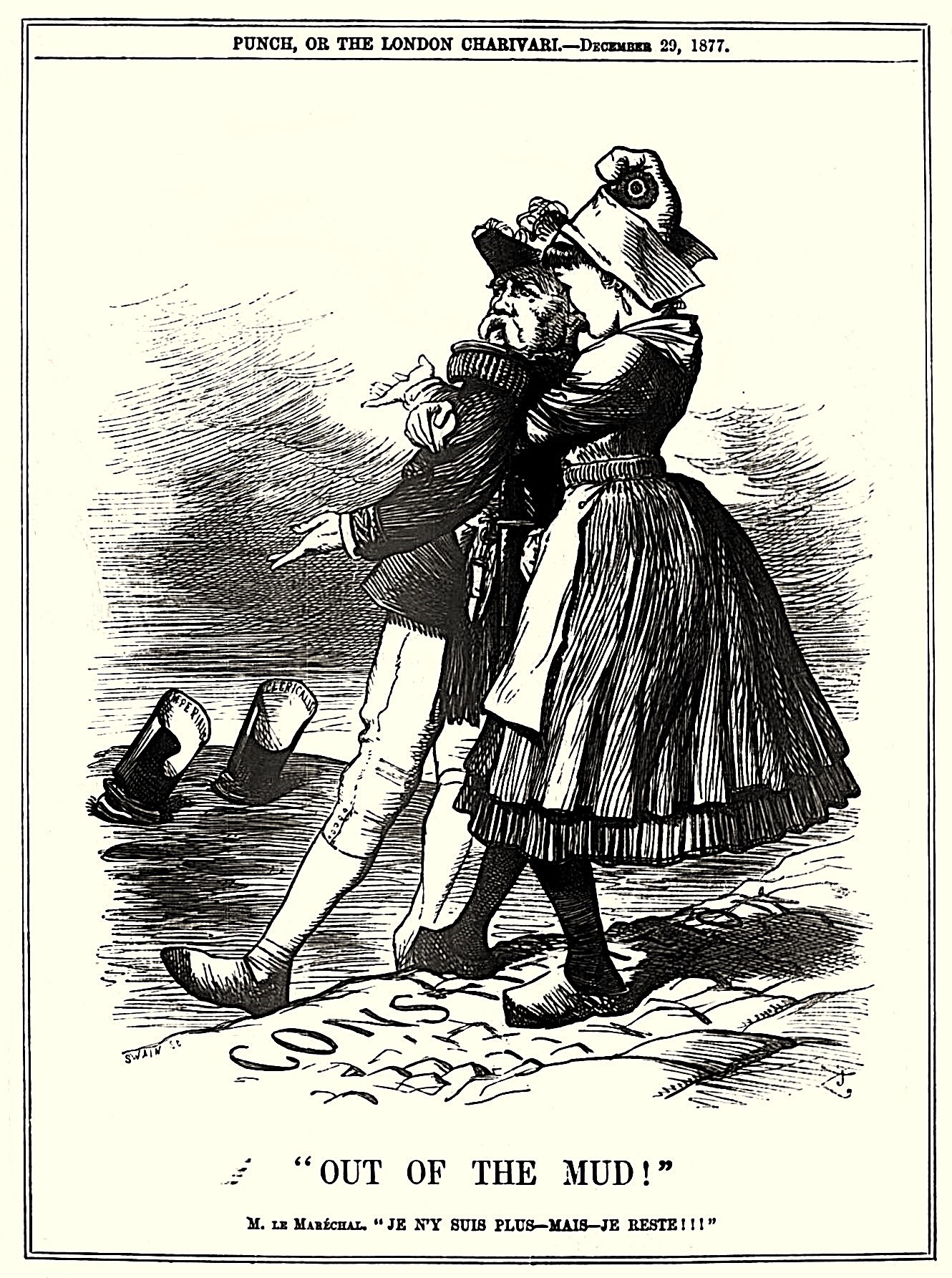
Désembourbé par Marianne mais contraint de laisser ses bottes impériales et cléricales dans la fange, Mac Mahon s'exclame : « Je n'y suis plus, mais j'y reste ! », variante d'une célèbre formule (Punch, 29 décembre 1877).

Le 13 décembre 1877, le président Mac Mahon se soumet finalement aux résultats électoraux et rappelle Jules Dufaure pour former un gouvernement dominé par les républicains modérés de centre gauche mais qui compte également quelques proches de Gambetta comme Charles de Freycinet aux Travaux Publics. Gambetta impose également la présence de William Waddington aux Affaires étrangères, malgré les réserves du chef de l'État qui n'est consulté que pour le seul portefeuille de la Guerre, attribué à son ancien aide de camp Jean-Louis Borel, seul membre apolitique et conservateur du nouveau cabinet,.
Le lendemain, le président de la République adresse un message au parlement qui sonne comme une capitulation politique. Mac Mahon reconnaît tout d'abord que la dissolution ne peut être une façon normale de gouverner un pays et conclut en disant : « La Constitution de 1875 a fondé une République parlementaire en établissant mon irresponsabilité, tandis qu'elle a institué la responsabilité solidaire et individuelle des ministres. Ainsi sont déterminés nos devoirs et nos droits respectifs. L'indépendance des ministres est la condition de leur responsabilité. […] Ces principes, tirés de la Constitution, sont ceux de mon gouvernement ».
À la suite d'un nouveau revers des monarchistes aux élections sénatoriales de 1879, les républicains obtiennent la majorité dans la chambre haute. Le président décide alors de démissionner le 30 janvier. Avec l'élection à la présidence de la République de Jules Grévy, le régime républicain s'installe définitivement.
Cette législature marque l'avènement de la « République opportuniste », où triomphe la tendance républicaine modérée et libérale dont les principales figures sont Jules Grévy et Jules Ferry, et qui forme le groupe de la « Gauche républicaine », ancêtre de la droite républicaine actuelle. Elle est alors flanquée sur sa droite par l'opposition monarchiste et bonapartiste, et sur sa gauche par le groupe des républicains radicaux animés par Léon Gambetta, avec qui elle compose l'« Union républicaine ». Les républicains firent une importante vague d'invalidation des conservateurs, environ 70 élections invalidées, produisant plusieurs vagues d'élections partielles entre janvier 1878 et février 1879, certaines élections prenant une année de vérification comme celle d'Alfred Le Roux, invalidée seulement le 4 novembre 1878.

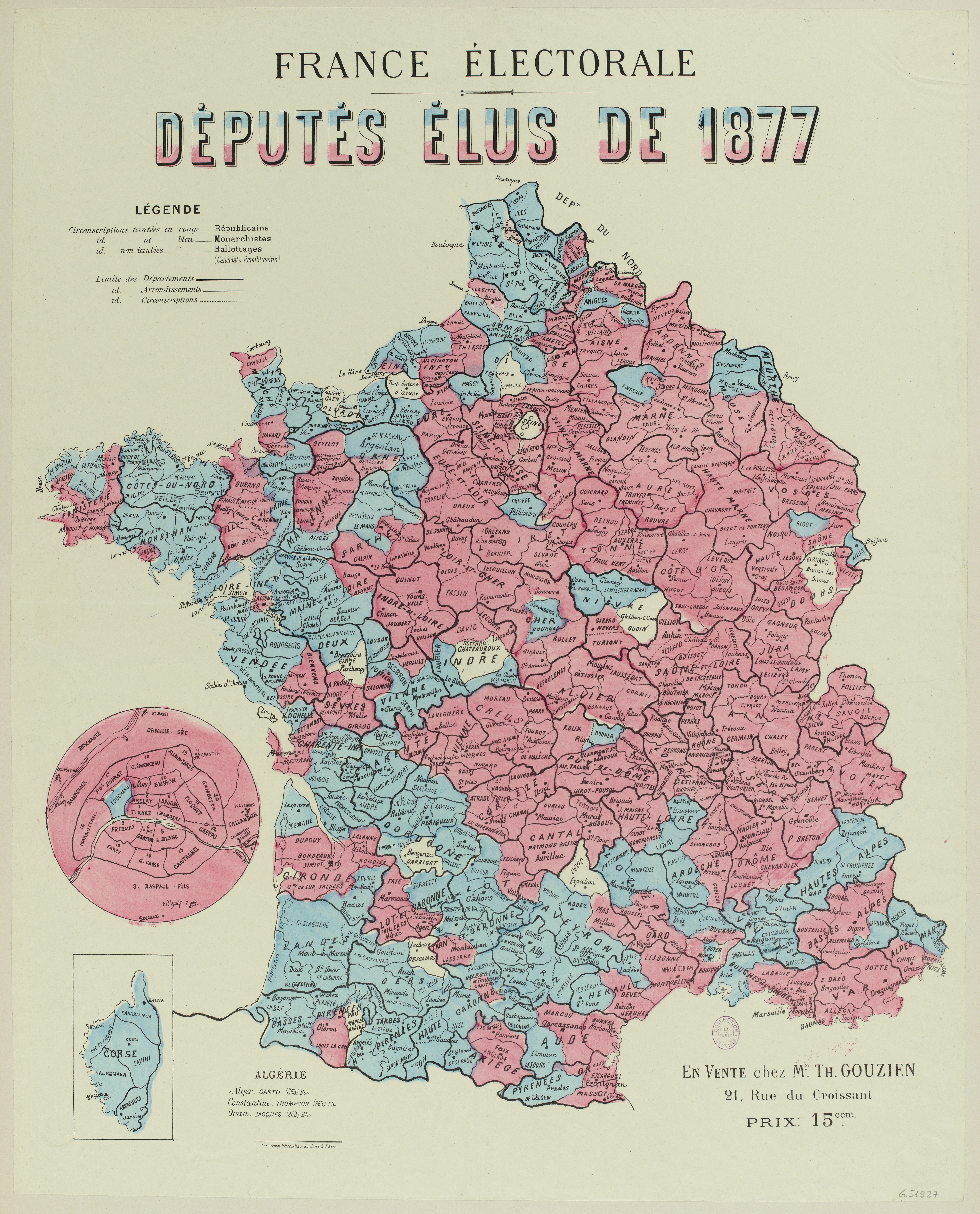
Résultats des élections.
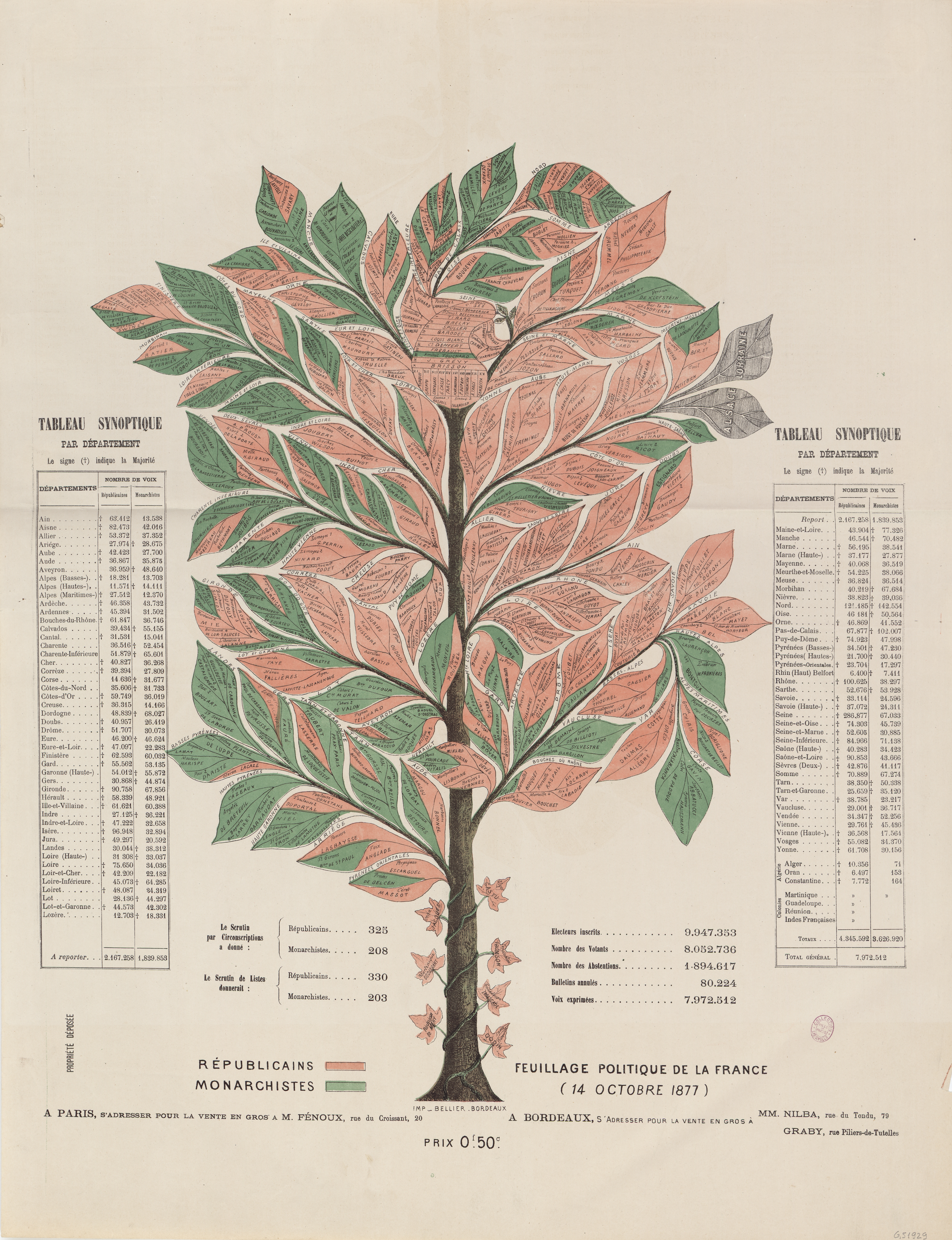
Feuillage politique.
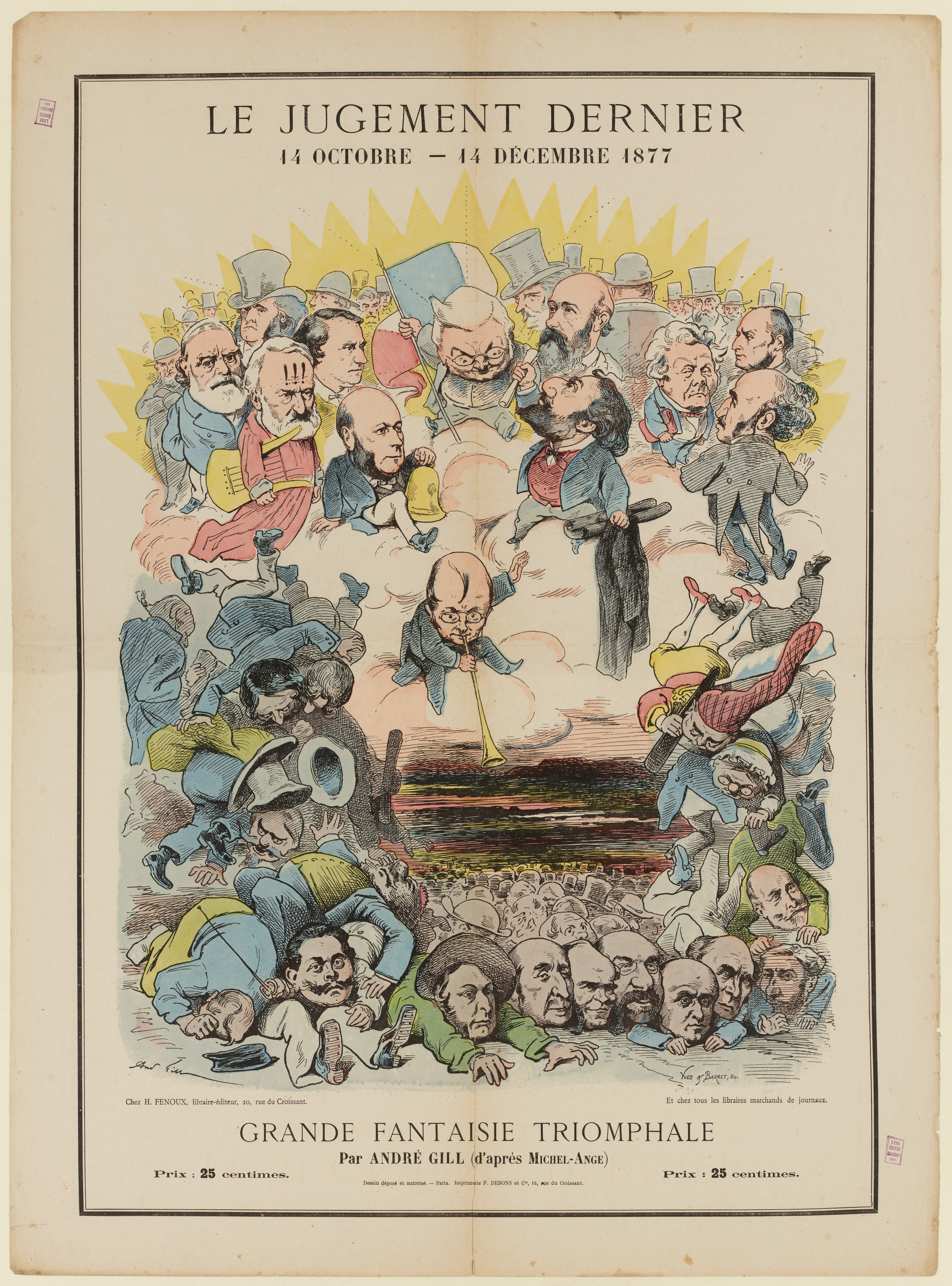
Dans cette caricature des élections législatives de 1877, André Gill parodie la fresque Le Jugement dernier de Michel-Ange en dépeignant Victor Hugo avec les hommes politiques républicains dans la partie supérieure, regardant les conservateurs tomber au sol. La Lune rousse, décembre 1877.

L'histoire de la République compte trois autres dissolutions « ratées » : celles de 1956, de 1997 et de 2024.

## Groupes parlementaires
| Groupe parlementaire     | Groupe parlementaire     | Groupe parlementaire     | Députés |  |
| Groupe parlementaire     | Groupe parlementaire     | Groupe parlementaire     | Total   |  |
| ------------------------ | ------------------------ | ------------------------ | ------- |  |
|                          | UR                       | Union républicaine       | 148     |  |
|                          | GR                       | Gauche républicaine      | 130     |  |
|                          | AP                       | Appel au peuple          | 104     |  |
|                          | CG                       | Centre gauche            | 49      |  |
|                          | LEG                      | Légitimiste              | 44      |  |
|                          | EXG                      | Extrême-gauche           | 35      |  |
|                          | ORL                      | Orléaniste               | 11      |  |
|                          |                          |                          |         |  |
| Total des sièges pourvus | Total des sièges pourvus | Total des sièges pourvus | 521     |  |

## IIelégislature
Durée de la législature : 7 novembre 1877 - 27 octobre 1881.
Président de la République : Patrice de Mac Mahon (jusqu'au 30 janvier 1879), Jules Grévy par la suite.
Président de la Chambre des députés : Jules Grévy (1877-1879), Léon Gambetta (1879-1881).
| Gouvernement | Gouvernement | Gouvernement                          | Dates (Durée)                                               | Parti(s)                                                            | Président du Conseil     | Composition initiale                   |
| ------------ | ------------ | ------------------------------------- | ----------------------------------------------------------- | ------------------------------------------------------------------- | ------------------------ | -------------------------------------- |
| 1            |              | Gouvernement Jules Dufaure (5)        | du 13 décembre 1877 au 30 janvier 1879 (1 an et 48 jours)   | Union républicaine, Gauche républicaine, Centre gauche, Orléanistes | Jules Dufaure            | 9 ministres                            |
| 2            |              | Gouvernement William Henry Waddington | du 4 février 1879 au 21 décembre 1879 (320 jours)           | Union républicaine, Gauche républicaine, Centre gauche              | William Henry Waddington | 10 ministres                           |
| 3            |              | Gouvernement Charles de Freycinet (1) | du 28 décembre 1879 au 19 septembre 1880 (266 jours)        | Union républicaine, Gauche républicaine, Centre gauche              | Charles de Freycinet     | 10 ministres                           |
| 4            |              | Gouvernement Jules Ferry (1)          | du 23 septembre 1880 au 10 novembre 1881 (1 an et 48 jours) | Union républicaine, Gauche républicaine, Centre gauche              | Jules Ferry              | 10 ministres 5 sous-secrétaires d'État |